# Johan Otto Raben-Levetzau
Johan Otto Valdemar Raben-Levetzau (født 2. april 1904 i København, død 15. februar 1992) var en dansk baron og godsejer. Han besad Aalholm Slot fra 1933 til sin død i 1992. Han er kendt for sine nazistiske sympatier i 1930'erne og under Besættelsen, for sin excentriske og ekstravagante livsstil og for at have gjort Aalholm til en stor turistattraktion ved at åbne slottet for besøgende, etablere et automobilmuseum med mange dyre veteranbiler og indkøbe en række kuriositeter til stedet.

## Levnedsløb
Johan Raben-Levetzau var søn af lensgreve Frederik Raben-Levetzau, der var en af Danmarks største jordbesiddere og udenrigsminister 1905-1908 med hovedsæde på Aalholm Slot. Da faderen døde i 1933, overtog Johan godset, dog ikke som greve, men med titel af baron.
Baronen var dog ikke særlig optaget af landmandslivet, idet hans store altdominerende passion var gamle biler. I 1930'erne agiterede han desuden for nationalsocialismen, hvilket isolerede hans familie fra store dele af det pænere borgerskab og hans mere demokratiske fæller blandt de store godsejere. I december 1940 stiftede han organisationen "Lensgrevernes Faggruppe" sammen med de aktive nazistiske kollegaer Frederik Marcus Knuth fra Knuthenborg og Otto Rosenørn-Lehn fra Orebygård. Gruppen ønskede en tilknytning til det danske nazistparti "for at skabe en lykkeligere fremtid for Danmark".

### Aalholm som turistattraktion
Baronens gods var stort og plejekrævende og kunne ikke økonomisk understøtte det herskabelige liv, som Johan ønskede at føre, og han åbnede derfor i 1964 Aalholm Automobilmuseum på grunden. Museet blev en stor publikumssucces, og baronen tilføjede senere en smalsporet veteranjernbane med damplokomotiv og en række andre kuriositeter. Under baronens ledelse blev Aalholm blandt andet skueplads for film som Halløj i himmelsengen og andre sexkomedier fra 1960'erne og 1970'erne. I 1972 gav baronen publikum adgang til slottets indre, og dermed blev det for alvor en af Lollands mest populære turistattraktioner.

### Ekstravagant livsstil
Baronen var excentrisk og havde mange dyre hobbyer. I 1930'erne tabte han sit hjerte til et sandet område ved Ringkøbing Fjord og lod opføre en privat ferieby der med en række særprægede bygninger, således en hytte i alpestil, en bindingsværksgård bygget af strandsten, en tennisbane og en svømmepøl, som blev fyldt af havvand.
Baronens opkøb af dyre historiske biler og hans ekstravagante livsstil var imidlertid meget kostbar, og baronen frasolgte derfor store dele af godsets skove og landbrugsjord, så det blev omtrent halveret i hans ejertid. Da han døde i 1992, overtog hans søn John Raben-Levetzau det stærkt belånte gods. Tre år senere blev godset overtaget af banken, der satte indboet på auktion, og John og hans familie måtte forlade Aalholm, efter at det havde været mere end 250 år i slægtens eje.